# Castelluccio Valmaggiore
Castelluccio Valmaggiore és un municipi de 1.237 habitants a la província de Foggia a Puglia, a Itàlia.

## Geografia física
El nucli habitat domina l'àmplia vall en la qual flueix el riu Celone, que neix de la font d'Aquilone (prop del Monte San Vito) a 1.000 m d'altitud. A mesura que el rierol baixa a la vall entre les muntanyes, rep les aigües de la conca hidrogràfica de les muntanyes Perazzone, Vetruscelli i Cornacchia, concretament dels rierols Foce, Feudo i Freddo, així com d'altres afluents que porten les aigües al riu Candelaro. Limita amb els municipis de Biccari, Celle di San Vito, Orsara di Puglia i Troia.

## Orígens del nom
El topònim deriva de Castrum Vallis Maioris, en referència al castell erigit pels romans d'Orient cap a l'any 1000 en una posició que dominava la vall superior del riu Celone.

## Història
L'any 1440 Castelluccio va ser annexat a la baronia de Val Maggiore, que també incloïa Celle di San Vito i Faeto. La baronia va pertànyer, al llarg dels segles, a diferents famílies, entre les quals destaquen els Carafa i els Caracciolo, fins a principis del segle xix quan, amb l'abolició del feudalisme, el municipi va recuperar la seva autonomia.
Fins al 1890 el clergat de Castelluccio Valmaggiore tenia el dret de gestionar l'església de San Vito situada al territori de Faeto al llarg de l'intinerari Camporeale-Foggia, un itinerari de transhumància que recorre l'antiga Via Traiana i la Via Francigena medieval.

## Monuments i llocs d'interès
Antigament, la vila tenia forma de triangle isòsceles i estava tancada per una muralla formada per cases fortificades. A la base del triangle hi havia dues portes, anomenades del Pozzo (a l'oest) i del Piscero (a l'est). Al capdamunt del triangle, més vulnerable davant possibles atacs, es va construir el castell romà d'Orient, del qual només en resta la torre. Aquest té un total de 20 metres d'alçada i està format per una base sòlida de forma poligonal i un cilindre de 16 metres d'alçada i 6,20 metres de diàmetre. Tota la construcció va ser de pedra local lligada amb litocolla, és a dir, morter fet de calç hidratada, sense sorra. El gruix dels murs circulars és de 2,50 metres. De les tres plantes originals de la torre, només se'n conserven dues, de 14 i 4 metres respectivament. Al primer pis s'hi accedia per una finestra de balcó oberta al mur a través d'una escala exterior. Mitjançant una escala de cargol de pedra encastada al mur de ponent, es puja des del segon pis fins a la terrassa, que domina el camp dels voltants.
L'església de Castelluccio té un portal amb signes heràldics sense data.

## Societat

### Evolució demogràfica
Plantilla:Demografia/Castelluccio Valmaggiore

### Llengües i dialectes
A diferència de la resta de Valmaggiore, Castelluccio no pertany a la minoria francoprovençal a Puglia; al seu territori, juntament amb la llengua italiana, es parla el dialecte dauno-irpino, encara que també hi ha alguns termes vernacles d'evident origen francoprovençal.

## Cultura
En virtut de la seva importància històrica i geogràfica, Castelluccio Valmaggiore s'adhereix a l'Associació Europea de la Vie Francigene.

### Museus
El Museu de la Vall de Celone, construït l'any 2011, es divideix en tres seccions: arqueològica, naturalista i educativa.

### Cinema
La pel·lícula de Marco Modugno Briganti, amore e libertà, rodada l'any 1993, està ambientada al seu terme municipal.